# Big Joe Williams
Pour les articles homonymes, voir Joe Williams (homonymie), Joseph Williams (homonymie) et Williams.
Joseph Lee Williams dit Poor Joe ou Big Joe Williams, né le 16 octobre 1903 à Crawford (Mississippi) et mort le 17 décembre 1982 à Macon, est un chanteur et guitariste de blues américain. Il reste célèbre pour son jeu de guitare très particulier sur son instrument à neuf cordes. Il passe sa vie à voyager à travers les États-Unis, ne se posant que pendant quelques années à St. Louis, Missouri. Redécouvert dans les années 1960 par le public blanc, il participe à de nombreux festivals et enregistre des dizaines d'albums. Il est l'auteur de la chanson Baby, Please Don't Go, devenue un standard du blues et reprise notamment par les groupes Them et AC/DC.
Big Joe Williams reçoit un W.C. Handy Award en tant que « pionnier du blues » en 1982, et fait son entrée en 1992 dans le Blues Hall of Fame dans la catégorie « Performer ». Il reçoit aussi deux Blues Music Awards dans la catégorie « Classic of Blues Recording », en 1992 et 2008, pour la chanson Baby Please Don't Go et pour l'album Piney Woods Blues.

## Biographie

### Les débuts
Joe Williams naît, selon les sources, en 1899 ou en 1903 à Crawford dans le Mississippi dans une famille de seize enfants. Sa mère, Cora Logan, est une ramasseuse de coton afro-américaine ; son père, John Williams est un pur Indien Cherokee connu localement sous le surnom de Red Bone. Son grand-père, ses oncles ou son cousin chantent déjà du blues. Il fabrique lui-même sa première guitare alors qu’il n’a que 7 ans. Il quitte la ferme familiale très jeune pour travailler d’abord comme bûcheron puis comme ouvrier sur les chantiers de chemin de fer ou les digues de retenue du Mississippi. Williams fait ses premiers pas de musicien à Greenville dans des house parties et des pique-niques. Il commence sa carrière en errant à travers les États-Unis, de New York à Chicago, jouant dans les rues, devant les magasins, dans les bars (juke joints, honky tonks...), sur les marchés ou les chantiers de construction. Il est l'exemple même du hobo. D'après Mike Bloomfield qui l'accompagne un temps dans ses voyages, « par-dessus tout, c’est un poète, le poète des routes et des voies ferrées de tous les Etats-Unis dont il connaît tous les détails. Il ne sait ni lire ni écrire mais il a en mémoire chaque gare, chaque route, chaque bar, comment s’y rendre, l’adresse de chaque personne utile pour trouver du travail quand on est musicien, souvent son numéro de téléphone... ».
Au début des années 1920, il joue dans le medicine show de Doc Bennett à Mobile (Alabama) et au sein d'un jug band dans la revue des Rabbit's Foot Minstrels. Il enregistre d'ailleurs avec le Birmingham Jug Band en 1930 pour Okeh Records. Il a une vie aventureuse et fait plusieurs séjours en prison notamment au pénitencier d'Angola (Louisiane). Au début des années 1930, il est accompagné dans ses voyages à travers le delta du Mississippi par le jeune Muddy Waters. Williams raconte à Blewett Thomas : « J'ai choisi Muddy à Rolling Fork quand il avait environ 15 ans. Il a fait le tour du Delta en jouant de l'harmonica derrière moi. Mais j'ai dû le laisser tomber après un certain temps. Toutes ces femmes venaient vers moi en disant: "Oh. votre jeune fils est si gentil!" Tu vois, j'ai dû abandonner Muddy parce qu'il me prenait mes femmes ».
En 1934, il s'installe pour une dizaine d'années à Saint-Louis, Missouri, où il joue avec différents musiciens. C’est à cette époque qu’il épouse la chanteuse Bessie Mae Smith (qui se produit sous le nom de Blue Belle ou Saint Louis Bessie, pour ne pas être confondue avec la célèbre Bessie Smith). Celle-ci meurt en 1949. Il rencontre à Chicago le producteur de disques Lester Melrose, qui le signe chez Bluebird en 1935, enregistrant des succès de blues tels que Baby, Please Don't Go (1935) et Crawlin' King Snake (1941), tous deux repris plus tard par de nombreux autres musiciens. Il joue fréquemment  avec Sonny Boy Williamson I de 1938 à 1947, mais aussi avec d'autres chanteurs de blues, dont Robert Nighthawk, Peetie Wheatstraw et Charley Jordan. Joe Williams, Sonny Boy Williamson ou Robert Nighthawk contribuent d'ailleurs à inventer le style Chicago blues.

### Redécouverte
Big Joe Williams reste un artiste de blues reconnu dans les années 1950 et 1960, lorsque son style de guitare et sa voix deviennent populaires auprès des fans de folk blues. Il enregistre pour Vee-Jay, Specialty, Columbia, Okeh, Delmark , Prestige, Arhoolie, Vocalion, Bullet et Trumpet Records, y-compris de nombreux albums. Il devient un habitué des circuits de concerts et de cafés, visitant l'Europe, le Japon, le Canada et le Mexique à la fin des années 1960 et au début des années 1970 et se produisant dans les principaux festivals de musique, comme l'American Folk Blues Festival en 1963, 1968 et 1972, ou le New Orleans Jazz & Heritage Festival.
Williams a également une influence sur de jeunes musiciens folk au début des années 1960, comme Bob Dylan. Il engage celui-ci comme harmoniciste en 1962 pour quelques semaines, au cours desquelles ils enregistrent deux titres pour Spivey Records, le label de Victoria Spivey. Selon Lenni Brenner, Williams encourage Dylan à s'éloigner du répertoire des chansons traditionnelles et à écrire sa propre musique. Williams dira plus tard : « Bob m'a écrit pour me remercier des conseils que je lui avais donnés sur la musique. Ce qu'il a gagné, ce qu'il a fait, il l'a obtenu lui-même ». 
Vers la fin de sa vie, Big Joe Williams reviens à Crawford, où il vit dans une caravane jusqu'à son hospitalisation et sa mort à l'âge de soixante-dix-neuf ans à l'hôpital de Macon. Il fait sa dernière apparition publique un mois plus tôt, lors de la remise des W.C. Handy Awards à Memphis, où il est récompensé en tant que « pionnier du blues ». Il est enterré dans un cimetière privé à l'extérieur de Crawford, près de la limite du comté de Lowndes. Son épitaphe le proclame « Roi de la guitare à 9 cordes ».

## Style
Le style de Big Joe Williams, bien qu'étant ancré dans la tradition du Delta blues, possède un caractère unique. Il conduit simultanément les rythmiques et les lignes mélodiques tout en chantant en même temps. Pour cela, il joue à l'aide de deux onglets placés sur son pouce et sur son index sur une guitare en grande partie modifiée. En effet, Williams a ajouté un micro électrique rudimentaire dont les câbles s'enroulent autour de sa guitare. Il ajoute également trois cordes supplémentaires à son instrument, « mais à l’unisson et non à l’octave, ce qui donne à son jeu déjà très percussif une étrange puissance ». Au cours des années 1920 et 1930, Williams a progressivement ajouté ces cordes pour empêcher d'autres musiciens de jouer de sa guitare. Dans ses dernières années, il utilise parfois une guitare à 12 cordes. Il joue souvent au bottleneck et frappe sur la caisse de résonance de la guitare pour marquer le rythme.  Il lui arrive également de se produire sur scène avec un cintre en fil de fer autour du cou conçu pour tenir un kazoo tout en gardant les mains libres pour la guitare.